# Терен број 2 (Вимблдон)
51° 25′ 58″ С; 0° 12′ 52″ З / 51.432816° С; 0.214469° З
Терен број 2 је терен за тенис који се налази у Вимблдону, у Лондону. За разлику од осталих гренд слем турнира, Вимблдон својим главним теренима не даје имена познатих тенисера, већ користи бројеве. Изузетак је само Централни терен.

## „Стари“ Терен број 2“
Први терен број 2 је имао 2192 мјеста за сједење и 770 за стајање. Незванично је био познат као „Гробље шампиона“ док није постао терен број 3 2009. године. Терен треба да буде замијењен новим тереном број 3, који ће имати 2000 мјеста за сједење. Биће изграђен на простору некадашњих терена број 2 и број 3, и биће спреман за Вимблдон 2011.
Терен је добио надимак „Гробље шампиона“ јер су многи бивши шампиони играјући на њему изгубили у раним фазама такмичења:
- Џон Макенро (1979. од Тима Гуликсона)
- Џими Конорс (1983. од Кевина Гурена, 1988. од Патрика Кунена)
- Борис Бекер (1987. од Питера Духана)
- Пет Кеш (1991. од Тјерија Шампиона)
- Михаел Штих (1994. од Брајана Шелтона)
- Андре Агаси (1996. од Дага Флача)
- Кончита Мартинез (1998. од Сем Смит)
- Рихард Крајичек (1999. од Лоренца Манте)
- Пит Сампрас (2002. од Џорџа Бастла)
- Серена Вилијамс (2005. од Џил Крејбас)
- Винус Вилијамс (2006. од Јелене Јанковић)
- Мартина Хингис (2007. од Лоре Гренвил)

## „Нови“ Терен број 2
За Вимблдон 2009. је изграђен нови Терен број 2 на мјесту некадашњег Терена број 13. Овај нови терен је добио назив Терен број 2, а његов капацитет је 4000. Тако је „Гробље шампиона“ постало Терен број 3 и свим осталим теренима је промијењен назив на исти начин.